# Castillo de Yéquera
El castillo de Yéquera , también conocido como castillo de Yecra o castillo de Lacorvilla , es un castillo situado en el despoblado medieval de Yéquera, perteneciente al municipio zaragozano de Luna cerca de la pedanía de Lacorvilla
Su origen se remonta al siglo XI aunque los restos que observamos hoy en día corresponden a las ampliaciones góticas del siglo XIV.

## Historia
El origen del castillo de Yéquera se remontan probablemente a una fortificación musulmana que hubo en la zona, posiblemente del siglo X. Hacia el 1093 con el avance de Sancho Ramírez al principio de la Reconquista, en su avance hacia el sur, el rey mandó a su merino Banzo Azcón repoblar la zona y construir una fortificación, para asegurar el control de las tierras recién conquistadas. Alrededor del castillo, rápidamente surgiría una población.
Yéquera formó parte de una línea defensiva fronteriza aragonesa, con territorios musulmanes de al-Ándalus.
El castillo tuvo cierta importancia, al estar situada junto al camino que unía Ejea y Luna con Huesca junto con el cercano castillo de Obano. Como sucedía en esas épocas, conforme avanzaba la reconquista, esta línea defensiva caería en desuso, siendo abandonado el lugar y desplazándose sus gentes hacia el valle del Ebro.
De la fortificación del siglo XI no se conserva nada, pero sobre sus ruinas se levantó en los siglos XIV y XV una nueva fortificación de estilo gótico, perteneciente a la poderosa familia Luna.

## Descripción
El castillo lo formaban un recinto amurallado no muy grande y de planta irregular, compuesto por dos cuerpos, que en la actualidad están separados, y que en uno de los extremos tiene la gran torre gótica y una sala alargada, cerrada por los restos de un torreón menor que se sitúa en el otro extremo.
La torre gótica presenta planta rectangular de unos 9 por 7 metros de lados, y llegaría a medir unos 15 metros de altura. Conserva parte de sus almenas y ménsulas que suponemos aguantaban garitones en las esquinas. La torre se estructuraba en tres plantas, y como acceso presenta un vano con arco de medio punto.
Conserva varias saeteras en los muros y restos de un torreón de planta cuadrada que cerraba el recinto en el extremo opuesto de la torre gótica. Conserva su entrada, con arco de medio punto, y varias ventanas apuntadas, evidenciando su condición de palacio.
Se encuentra en estado de ruina progresiva.

## Enlaces de interés
- Wikimedia Commons alberga una categoría multimedia sobre Castillo de Yéquera.
- Turismo de Zaragoza Archivado el 28 de febrero de 2017 en Wayback Machine.

- Datos: Q29169336